# Jonathan Iglesias
Jonathan Iglesias, vollständiger Name Jonathan Damián Iglesias Abreu, (* 17. Dezember 1988 in Montevideo) ist ein uruguayischer ehemaliger Fußballspieler.

## Karriere
Der nach Angaben seines Vereins 1,73 Meter große Mittelfeldspieler Iglesias spielte in der Clausura 2009 bei Progreso in der Segunda División. Dort ist ein Einsatz belegt, bei dem er einen Treffer erzielte. In der Apertura 2010 absolvierte er sieben Ligaspiele für den Erstligisten Racing. In der Spielzeit 2011/12 stand er beim Ligakonkurrenten Rentistas unter Vertrag, dem er sich bereits im Februar 2011 angeschlossen hatte, und wurde in 29 Begegnungen der Primera División eingesetzt. Dabei schoss er ein Tor. Seit der Saison 2012/13 ist er Spieler von El Tanque Sisley. In Apertura und Clausura dieses Spieljahres erzielte er dort einen Treffer bei 20 Erstligapartien. Auch bestritt er in der Copa Sudamericana 2013 eines der beiden Spiele des Klubs. In der Spielzeit 2013/14 weist er 29 Saisoneinsätze (vier Tore) auf. Am 20. Juni 2014 wurde vermeldet, dass der defensive Mittelfeldspieler Iglesias auf Leihbasis für zunächst ein Jahr zum von seinem Landsmann Pablo Correa trainierten französischen Klub AS Nancy wechselt. Bei den Franzosen lief er seit seinem Ligadebüt beim 1:0-Auswärtssieg am 8. August 2014 gegen US Orléans in der Saison 2014/15 33-mal (kein Tor) in der Ligue 2 und dreimal (kein Tor) bzw. zweimal (kein Tor) im Coupe de France und im Ligapokal auf. Sein Verein schloss die Meisterschaftsrunde als Tabellenfünfter mit sechs Punkten Rückstand auf den dritten Erstligaaufsteiger SCO Angers ab. In der Spielzeit 2015/16 wurde er in 19 Ligaspielen eingesetzt und schoss zwei Tore. Zudem kam er in jener Saison dreimal (kein Tor) bei der in der CFA 2 antretenden Zweiten Mannschaft in Ligaspielen zum Einsatz. Nach Saisonende wird seine zumindest seine rein formale, vorübergehende Rückkehr zum leihgebenden Verein vermeldet. Allerdings verblieb er in Frankreich und trainierte auf der Suche nach einem neuen französischen oder europäischen Arbeitgeber beim AS Nancy in der Saisonvorbereitung in Forêt de Haye mit. Auch Mitte Oktober 2016 war nach wie vor ohne neuen Klub und trainierte beim AS Nancy mit. Ende Januar 2017 verpflichtete ihn dann der Zweitligist Clermont Foot, für den er in den folgenden Jahren in 173 Pflichtspielen auflief und zwölf Treffer erzielte. Anfang 2022 nahm ihn dann der Zweitligist Paris FC ablösefrei unter Vertrag. Nach eineinhalb Spielzeiten wechselte er im Sommer 2023 zum Ligakonkurrenten EA Guingamp.